# Denis Rathbone
Denis Rathbone (Denis Lyle Rathbone; * 30. Mai 1912; † 1991) war ein britischer Sprinter.
Bei den British Empire Games 1934 in London schied er über 220 Yards im Halbfinale aus und gewann mit der englischen 4-mal-440-Yards-Stafette Gold.